# Margaretha von Ulmen
Margaretha von Ulmen (* vermutlich im 12. Jahrhundert in Ulmen; † nach 1234) war eine deutsche Äbtissin im Zisterzienserinnenkloster Sankt Thomas an der Kyll in der Eifel.

## Leben
Margaretha von Ulmen entstammte dem Ministerialen- und Rittergeschlecht von Ulmen in der Eifel und war eine Tochter des Kreuzfahrers Heinrich von Ulmen, der nach dem Vierten Kreuzzug byzantinische Reliquienschätze aus Konstantinopel mitbrachte. Die unter den Schätzen befindliche Staurothek hatte er am 9. August 1208 seiner Schwester Irmgard von Ulmen, Äbtissin im Augustiner-Chorfrauen-Stift Kloster Stuben an der Mosel, geschenkt. 1234 wurde sie mit ihrem Bruder Theoderich von Ulmen (um 1210–März 1269/70), Mitglied des Trierer Domkapitels und ihrem Vetter Sibert III., Kanonikus zu Trier, als Äbtissin im Kloster Sankt Thomas an der Kyll erwähnt.